# Ски алпийски дисциплини
Ските алпийски дисциплини са зимен олимпийски спорт под егидата на ФИС.
В състезания и официални тренировки по ски алпийски дисциплини състезателите са длъжни да използват ски със ски стопери и каски.
В международните състезания на ФИС се използват две отделни синхронизирани електронни системи – главна и поддържаща. Системите трябва да записват резултатите с точност до 0,001 секунда. Крайното време на състезателите се показва до точност 0,01 секунда, като хилядните не се закръгляват, а отрязват.

## Видове състезания
В алпийските дисциплини се провеждат състезания по спускане, слалом, гигантски слалом, супер гигантски слалом, паралелни състезания, комбинирани състезания, КО състезания и отборни състезания.

### Спускане
Спускането е най-бързата дисциплина и алпийската дисциплина с най-дълго трасе. Включва скокове и плавни участъци. Всеки скиор се спуска веднъж по пистата. Състезателят с най-краткото време е победител. По време на спускането състезателите се опитват да стигнат до края на пистата колкото се може по-бързо, като запазват аеродинамична позиция, за да минимизират въздушната съпротива. На пистата няма врати за слалом, но тя е проектирана от завои на определени места, за да бъде спускането по-голямо предизвикателство за скиора. При състезанията за мъже пистите достигат вертикална дължина между 800 и 1100 метра. При състезанията на жени – между 500 и 800 метра.

### Супер-гигантски слалом
Супер-гигантският слалом е втората по бързина и по дължина на трасето дисциплина. Трасето включва повече завои около специално монтирани врати и по-малко скокове. Всеки скиор се спуска веднъж по пистата и състезателят с най-кратко време е победител. При мъжете пистата е с вертикална разлика между 500 до 650 метра и минимум 35 врати. При състезанията за жени се използват писти с вертикална разлика между 400 до 600 метра с поне 30 монтирани врати на пистата.

### Гигантски слалом
Гигантският слалом се състои от две спускания по различни трасета. Трасетата са с по-остри завои от тези на супер-гигантския слалом. При състезанията за мъже пистата е с вертикална разлика между 300 и 450 метра, като на нея има поставени между 56 и 70 врати. При състезанията за жени склоновете са с вертикална разлика между 300 и 400 метра, а вратите са между 46 и 58.
До втория манш (спускане) се допускат само първите 30 състезатели от първия манш, като тридесетте стартират в обратен на класирането си ред. Така първият от първия манш стартира последен във втория манш. Времената от двата манша се събират. Победителят е състезателят с най-малка сума на времената.

### Слалом
Слаломът се провежда в два манша по различни трасета. Трасетата са най-късо от всички алпийски дисциплини и е с най-бързите завои. Победителят е състезателят с най-малка сума на времената от двата манша.
До втория манш се допускат само първите 30 състезатели от първия манш, като трийсетте стартират в обратен на класирането си ред. Така първият от първия манш стартира последен във втория манш.

### Комбинация
Комбинацията се състои от спускане, последвано от слалом, като до слалома се допускат първите 30 от спускането. Победител е състезателят с най-малката сума на времената.

## Състезания
Според международния състезателен правилник състезанията се категоризират в следните категории:
- Олимпийски зимни игри, ФИС Световни първенства по ски, ФИС Юношески световни първенства по ски
- ФИС Световна купа
- ФИС Континентални купи
- Международни състезания на ФИС (международни състезания, включени в спортния календар на ФИС)
- Състезания със специални правила и/или квалификационни изисквания
- Състезания с участието на нечленуващи във ФИС организации